# アルフレッド・ハーレー (第6代オックスフォード＝モーティマー伯爵)
第6代オックスフォード＝モーティマー伯爵アルフレッド・ハーレー（英語: Alfred Harley, 6th Earl of Oxford and Earl Mortimer、1809年1月10日 – 1853年1月19日）は、イギリスの貴族で、最後のオックスフォード＝モーティマー伯爵。1828年から1848年までハーレー卿の儀礼称号を使用した。

## 生涯

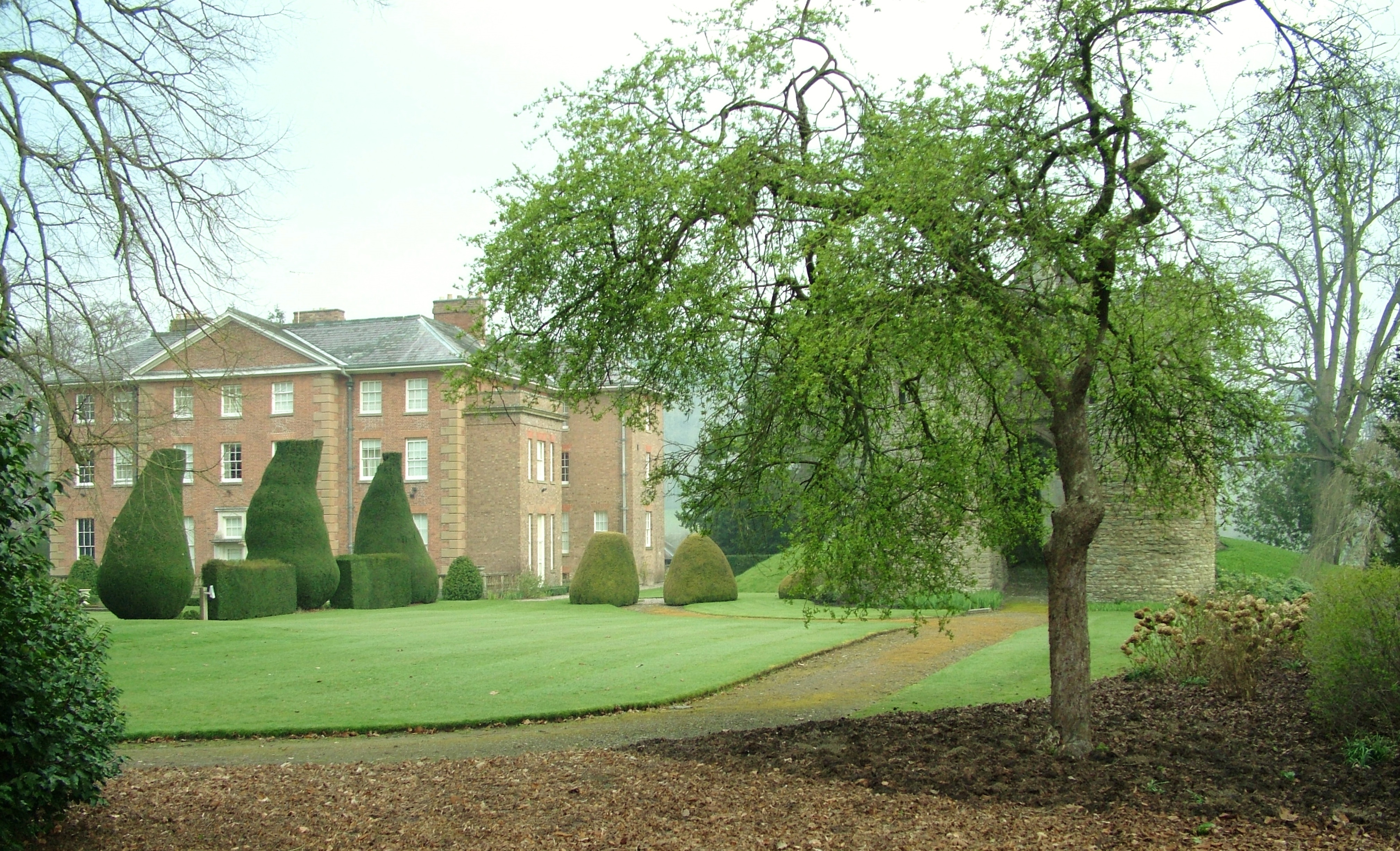
ブランプトン・ブライアン・ホール

第5代オックスフォード＝モーティマー伯爵エドワード・ハーレーとジェーン・エリザベス・スコット（ジェームズ・スコットの娘）の次男（長男は早世）として生まれた。1828年に兄エドワードが死去すると、ハーレー卿の儀礼称号を使用した。1848年に父が死去すると、爵位とブランプトン・ブライアンの領地を継承した。母が不倫を繰り返したため、アルフレッドは本当の父が第5代オックスフォード＝モーティマー伯爵ではないと度々噂され、兄弟たちとともに「ハーレーの寄せ集め」（The Harleian Miscellany）とあだ名された。
1831年2月17日、エリーザ・ニュージェント（Eliza Nugent、1806年 – 1877年、初代ウェストミーズ侯爵ジョージ・ニュージェントの庶出の娘）と結婚したが、2人の間に子供はいなかった。
1853年1月に44歳で死去、後継者がいなかったため爵位は断絶した。遺産は姉ジェーン（初代ラングデイル男爵ヘンリー・ビッカースティースと結婚していた）、ついで遠戚のウィリアム・デイカー・ハーレー（William Daker Harley）が継承した。